# Canon EF-S 24mm f/2.8 STM
El Canon EF-S 24mm f/2.8 STM és un objectiu fix gran angular i pancake, que amb el factor de retall, es converteix en un objectiu normal amb muntura Canon EF-S.
Aquest, va ser anunciat per Canon el 15 de setembre de 2014, amb un preu de venta suggerit de 149$.
Actualment, és l'objectiu més gran angular de la sèrie EF-S fabricat per Canon.
La seva distància focal de 24mm té el mateix camp visual en una càmera EOS de la sèrie EF-S que una lent de 38mm en una càmera de fotograma complet.
Aquest objectiu s'utilitza sobretot per retrat proper i fotografia de carrer.

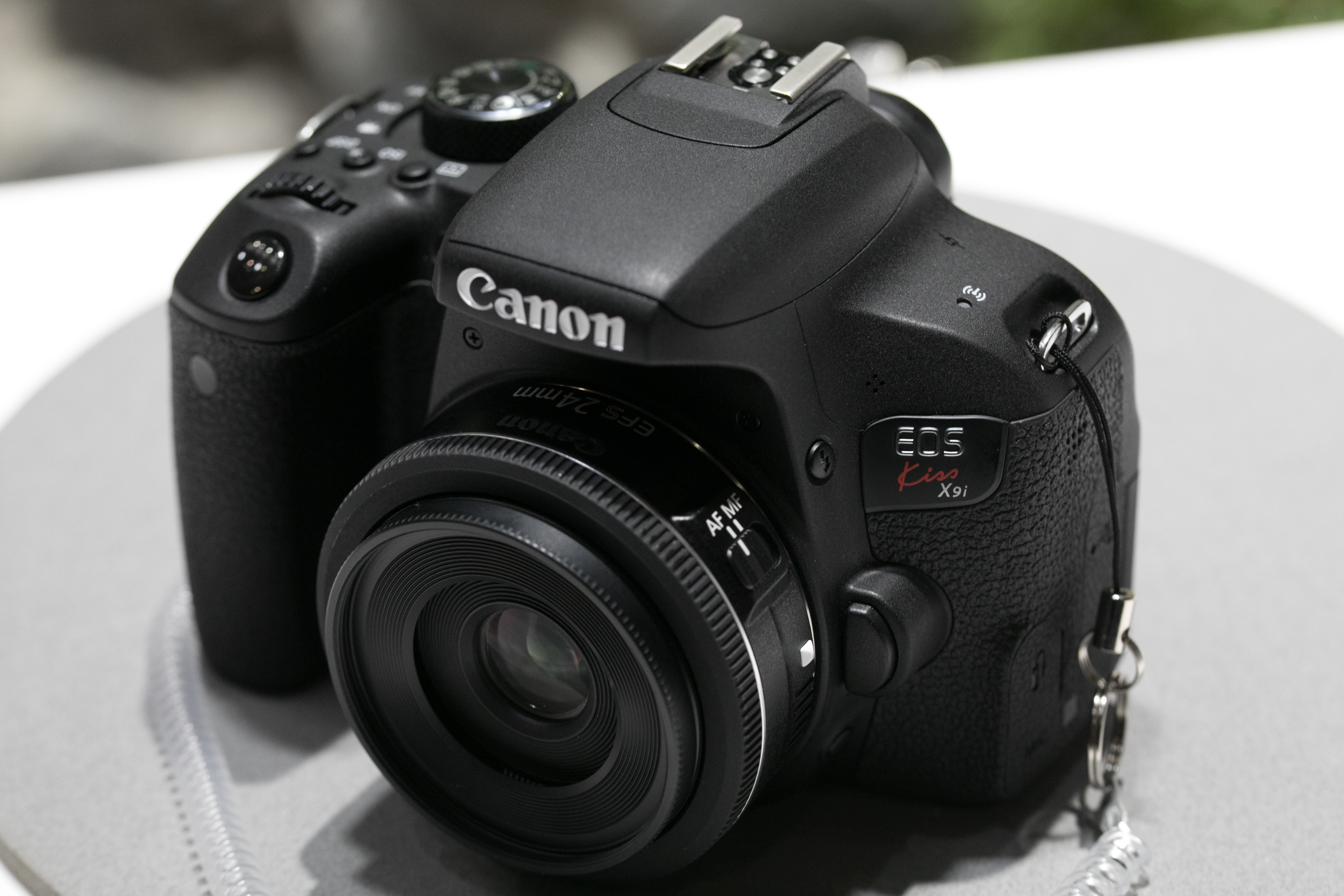
Canon EF-S 24mm f/2.8 STM muntat a una Canon EOS Kiss X9i

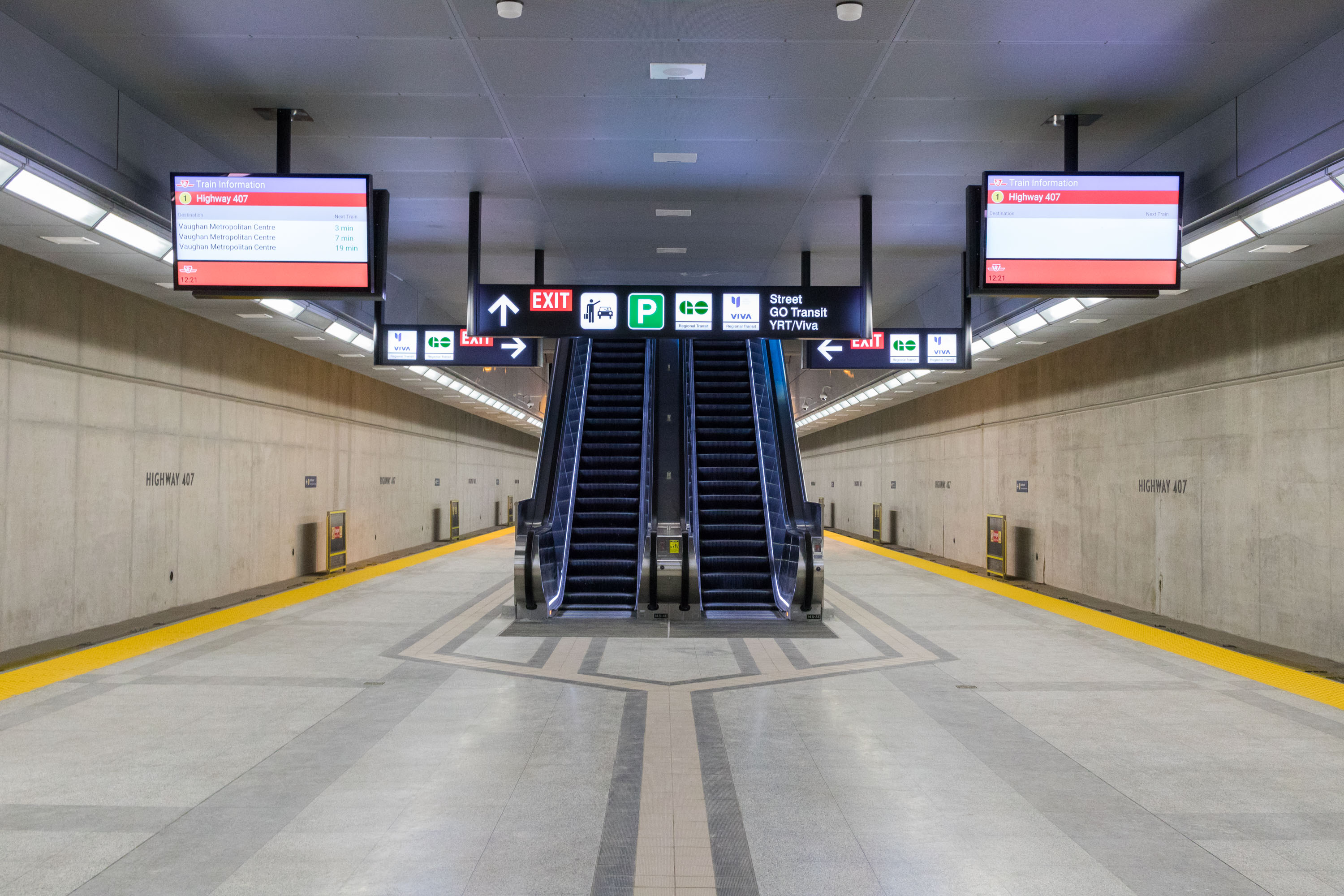
Estació fotografiada amb el Canon EF-S 24mm f/2.8 STM

## Característiques
Les seves característiques més destacades són:
- Distància focal: 24mm
- Obertura: f/2.8 - 22
- Motor d'enfocament: STM (Motor d'enfocament pas a pas, silenciós)
- Distància mínima d'enfocament: 16cm
- Rosca de 52mm
- Distorisió òptica de -0,89% (tipus barril)[5]
- A f/2.8 l'ombrejat de les cantonades és de gairebé dues passes, aquest efecte a f/4 ja disminueix molt i a f/5.6 és poc rellevant.
- Entre f/4 a f/5.6 és on l'objectiu mostra la seva màxima qualitat òptica[5]

## Construcció[2]
- La muntura és de metall, la resta de parts són de plàstic.
- El diafragma consta de 7 fulles, i les 6 lents de l'objectiu estan distribuïdes en 5 grups.
- Consta d'un element asfèric

## Accessoris compatibles[6]
- Tapa E-52 II
- Parasol ES-52
- Filtres de 52mm
- Tapa posterior EB
- Funda LP811
- Tub d'extensió EF 12 II
- Tub d'extensió EF 25 II

## Objectius similars amb muntura Canon EF/EF-S
- Canon EF 24mm f/2.8[7]
- Canon EF 24mm f/2.8 IS USM[8]
- Canon EF 24mm f/1.4L USM[9]
- Canon EF 24mm f/1.4L II USM[10]
- Samyang 24mm f/1.4 ED AS IF UMC[11]
- Sigma 24mm f/1.8 EX DG Aspherical Macro[12]

## Referéncies
1. 1 2  «Canon EF-S 24mm F2.8 STM Specs» (en anglès).   Dpreview.
2. 1 2  «Canon 24mm f/2.8 STM» (en anglès).   Kenrockwell.
3. ↑  «Canon EF-S 24mm f/2.8 STM» (en anglès).   DxO mark.
4. ↑  «Canon EF-S 24mm f/2.8 Pancake Lens Review» (en anglès).   Digital photography school.
5. 1 2  «Canon EF-S 24mm f/2.8 STM - Review / Test Report - Analysis» (en anglès).   Optical limits. Arxivat de l'original el 2023-01-31. [Consulta: 31 gener 2023].
6. ↑  «Canon EF-S 24mm f/2.8 STM Accesorios» (en castellà).   Canon España. Arxivat de l'original el 2023-01-31. [Consulta: 31 gener 2023].
7. ↑  «Canon EF 24mm f/2.8 Overview» (en anglès).   Dpreview.
8. ↑  «Canon EF 24mm f/2.8 IS USM Overview» (en anglès).   Dpreview.
9. ↑  «Canon EF 24mm f/1.4L USM Lens Review» (en anglès).   The digital picture.
10. ↑  «Canon EF 20mm f/2.8 USM Overview» (en anglès).   Dpreview.
11. ↑  «Samyang 24mm F1.4 ED AS IF UMC / Rokinon 24mm F1.4 ED AS IF UMC Overview» (en anglès).   Dpreview.
12. ↑  «Sigma 24mm F1.8 EX DG Aspherical Macro Overview» (en anglès).   Dpreview.